# World Policy Council
Le (en)« World Policy Council » d'Alpha Phi Alpha est un Think Tank sans but lucratif impartial créé en 1996 à l'Université Howard pour étendre l'implication de la fraternité dans le domaine politique et social, et de la politique courante afin d'intégrer dans sa réflexion les questions et problèmes de portés mondiales. Ce Think Tank décrit sa mission comme le « traitement de questions préoccupant notre confrérie, notre communauté, notre Nation et le monde ».